# Église Saint-Félix de Barruera
L'église Saint-Félix (catalan : església de Sant Feliu) est une église romane situé sur le territoire de La Vall de Boí, commune de la vallée du même nom et de la comarque de l'Alta Ribagorça dans le nord de la Province de Lérida et de la communauté autonome de Catalogne en Espagne.

## Historique
Comme les églises Saint-Clément de Taüll, Saint-Jean de Boí, Sainte-Marie de Taüll et Sainte-Eulalie d'Erill la Vall, elle date d'une vague de construction dans la vallée au XIe siècle.
En novembre 2000, elle est inscrite sur la liste du patrimoine mondial de l'Unesco avec huit autres églises romanes de la Vall de Boí.

## Architecture
Cette église devait à l’origine se conformer au type des autres églises de la vallée de Boi, mais le programme de construction n’a pas été suivi, ou la construction a été profondément modifiée. L’église présente une nef unique, couverte d’une voûte en berceau, avec une abside semi-circulaire à l’est. La nef est divisée en trois travées. Le chœur est marqué par un arc triomphal et divisé en trois par des ressauts successifs qui en réduisent les dimensions. Il est éclairé par trois baies étroites. Au nord, se trouve une imposante chapelle latérale avec une abside semi-circulaire qui double l’abside principale. À l’extérieur, l’abside principale est décorée d’arcatures et bandes lombardes, tandis que celle de la chapelle latérale est nue.

## Galerie

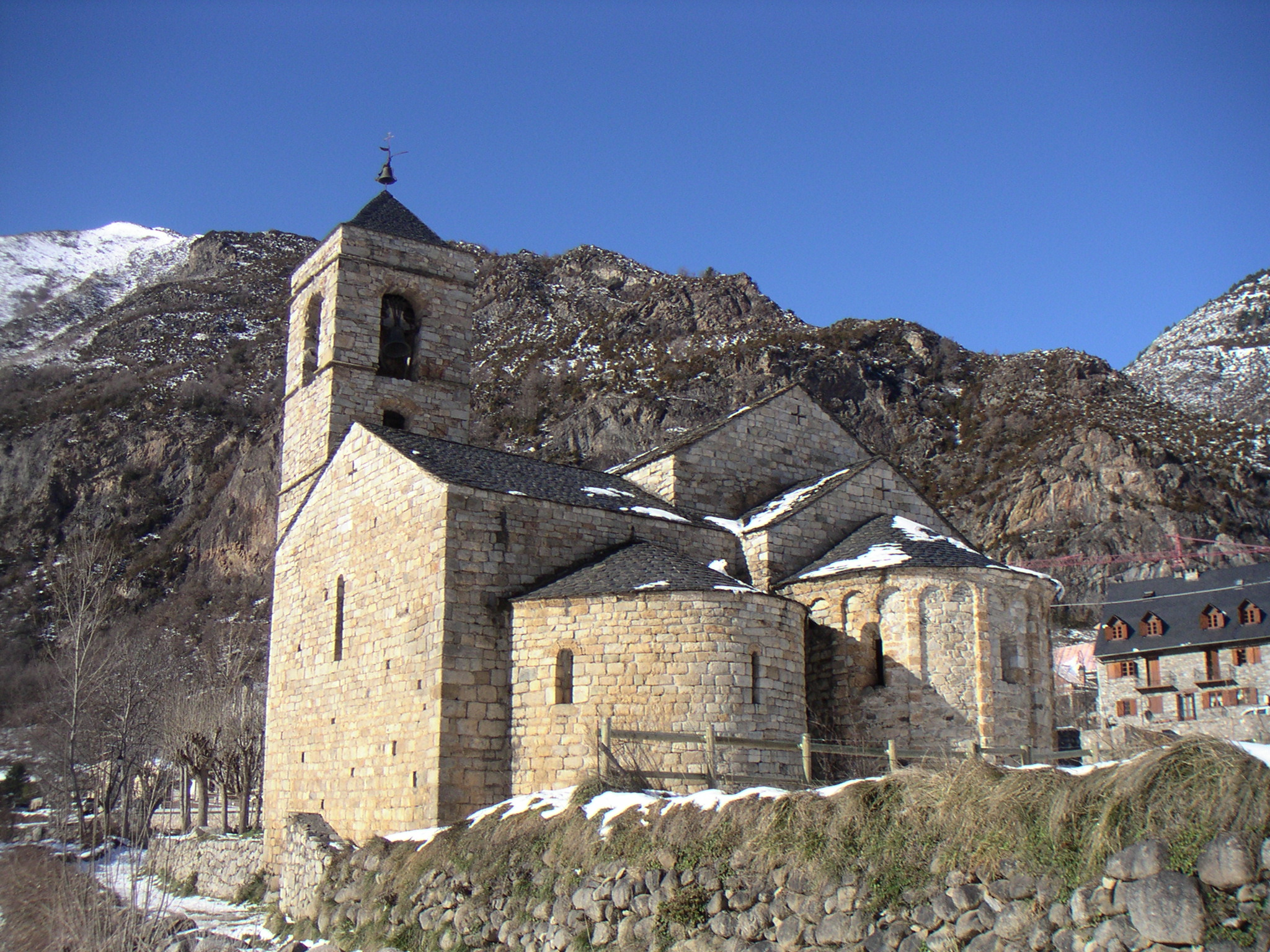
L'église et son chevet
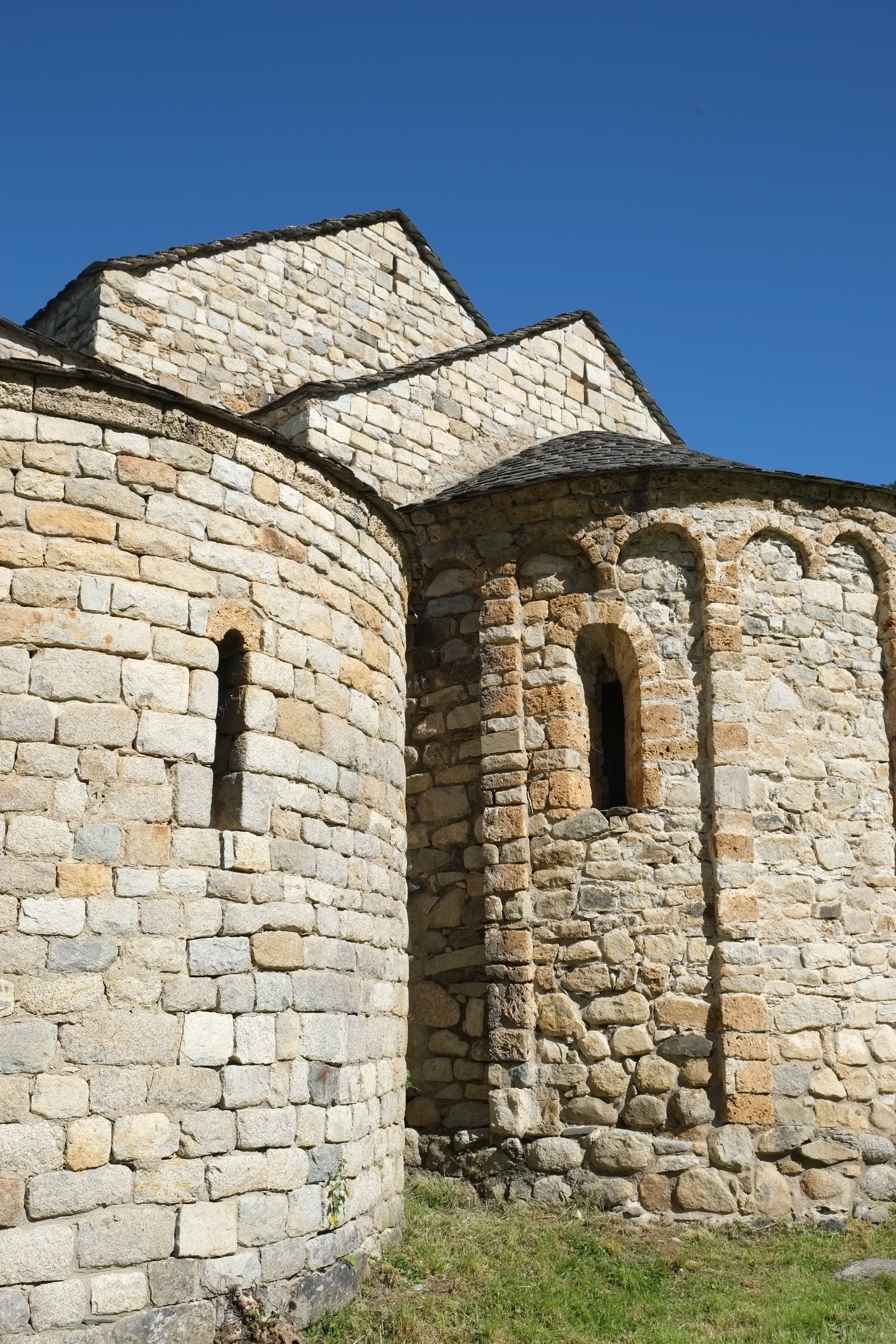
Chevet
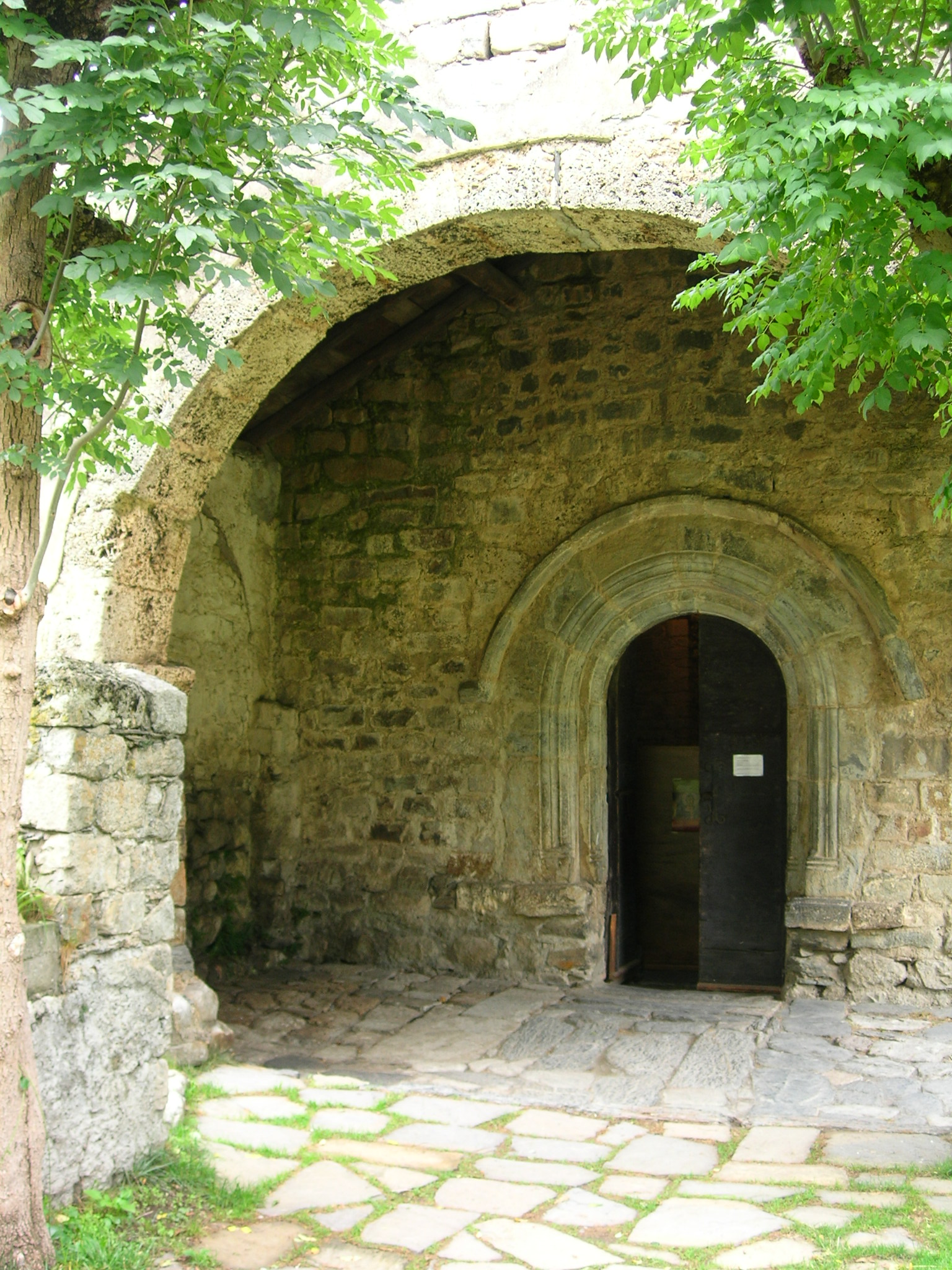
Porche

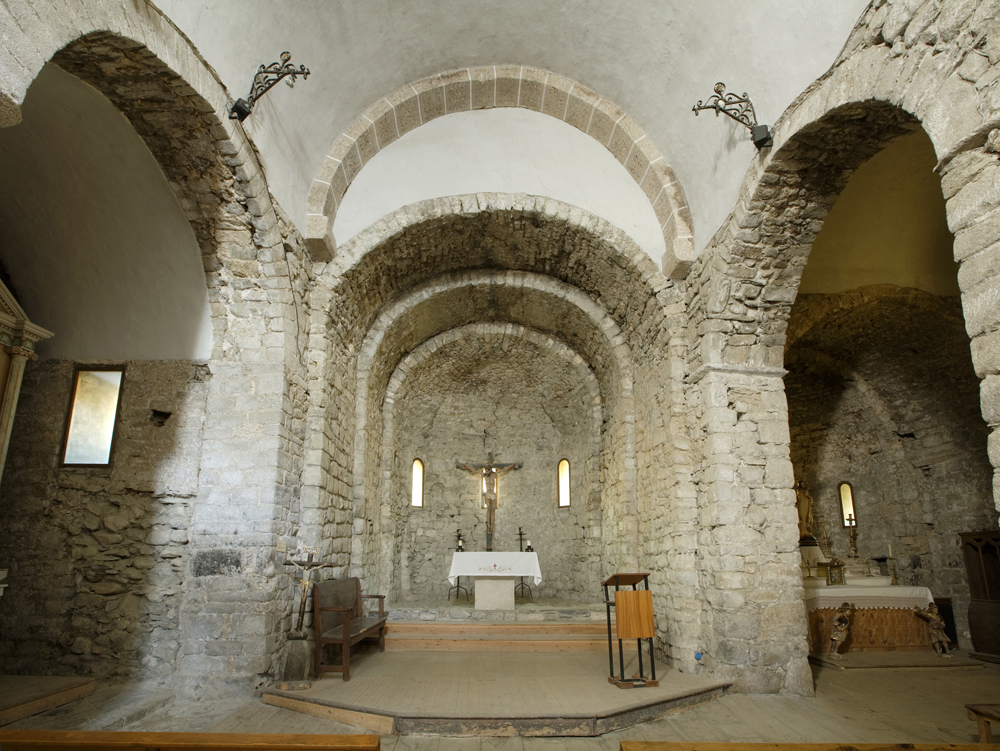
Nef et chœur
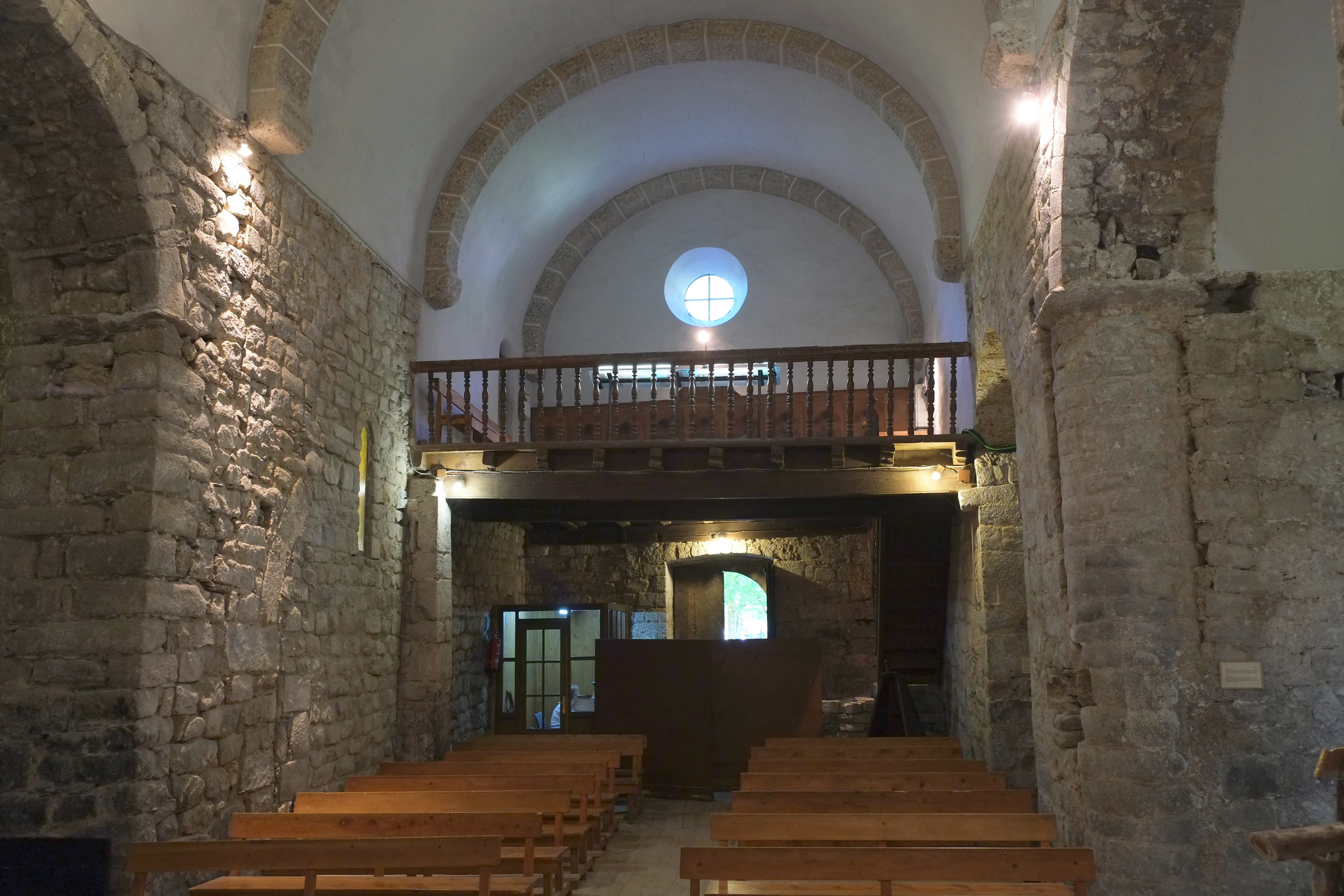
Nef et tribune